# Fados
Fados ist ein Musik- und Tanzfilm des spanischen Regisseurs Carlos Saura aus dem Jahr 2007.
Fados ist nach Flamenco (1995) und Tango (1998) der letzte Teil der Film-Trilogie Carlos Sauras, die sich mit urbanem Liedgut des 20. Jahrhunderts auseinandersetzt. Die Premiere fand im Oktober 2007 in New York statt.
Der Film handelt von der portugiesischen Musik des Fado. Er versucht, sich der unfassbaren Saudade, der Melancholie und dem Weltschmerz der portugiesischen Seele, zu nähern. Im Mittelpunkt steht die Beziehung des Fado zur Stadt Lissabon. Daneben geht er – in teils sehr freien Interpretationen – auf die Geschichte des Fado mit seinen möglicherweise afrikanischen und brasilianischen Wurzeln ein. Historische Fadostücke sind ebenso Teil des Films wie sehr moderne und freie Adaptionen.
Die bekanntesten portugiesischsprachigen Sänger (fadistas) und Gitarristen (guitarristas) treten in dem Film auf, wobei die portugiesische Gitarre eine zentrale Rolle spielt. So begleitet Mário Pacheco die junge Sängerin Cuca Roseta allein, als sie hier die urtypische Fadista Maria Severa darstellt. Mit historischen Filmausschnitten werden verstorbene Größen des Fado wie Amália Rodrigues geehrt. Ergänzt wird die Musik durch Choreographien von Patrick de Bana und Pedro Goucha Gomes (obwohl Fado eigentlich eine Musik ohne Tanz ist).
Der Film hat keinen Erzähler. Er erzählt seine Geschichte ausschließlich durch Musik und Tanz.
Fast der gesamte Film wurde in einem Studio mit teils minimalistischen Kulissen aufgenommen. Einblendungen von Lissabon von Eduardo Serra und Archiv-Aufnahmen aus der Zeit der Nelkenrevolution in Portugal lassen die Stadt lebendig werden. Die Schlusssequenz spielt in der berühmten Casa do Fado e da Guitarra Portuguesa, dem Fadomuseum in der Lissabonner Alfama.